# Eranos-Kreis
Der Eranos-Kreis war eine Verbindung von Professoren zur Erörterung vor allem religionswissenschaftlicher Fragestellungen. Er wurde 1904 von dem Theologen Adolf Deissmann und dem Altphilologen Albrecht Dieterich in Heidelberg initiiert. Die Teilnehmer trafen sich monatlich und die Gastgeberschaft wechselte reihum. Zu den Gründungsmitgliedern gehörten auch Max Weber, Ernst Troeltsch, Georg Jellinek, Eberhard Gothein, Erich Marcks und der Ökonom Karl Rathgen. Bis 1909 fanden etwa 30 Sitzungen statt. Die Gespräche im Eranos-Kreis hatten unter anderem Einfluss auf die religionswissenschaftlichen Gedanken Max Webers, die Buchfassung der "Protestantischen Ethik" von 1920 und sein Konzept der Rationalisierung bzw. der  "Entzauberung".